# NSWRL 1953
Die NSWRL 1953 war die 46. Saison der New South Wales Rugby League Premiership, der ersten australischen Rugby-League-Meisterschaft. Den ersten Tabellenplatz nach Ende der regulären Saison belegten die South Sydney Rabbitohs. Sie gewannen im Finale 31:12 gegen die St. George Dragons und damit die NSWRL zum 14. Mal.

## Tabelle
|      | Team                          | Spiele | Siege | Unent. | Ndlg. | Spiel- punkte | Diff. | Tabellen- punkte |
| ---- | ----------------------------- | ------ | ----- | ------ | ----- | ------------- | ----- | ---------------- |
| 01.  | South Sydney Rabbitohs        | 18     | 11    | 1      | 6     | 384:278       | + 106 | 23               |
| 02.  | St. George Dragons            | 18     | 11    | 0      | 7     | 313:289       | + 24  | 22               |
| 03.  | North Sydney Bears            | 18     | 10    | 1      | 7     | 421:283       | + 138 | 21               |
| 04.  | Eastern Suburbs               | 18     | 10    | 1      | 7     | 330:310       | + 20  | 21               |
| 05.  | Newtown Jets                  | 18     | 9     | 2      | 7     | 292:268       | + 24  | 20               |
| 06.  | Canterbury-Bankstown Bulldogs | 18     | 9     | 2      | 7     | 252:291       | - 39  | 20               |
| 07.  | Parramatta Eels               | 18     | 8     | 1      | 9     | 271:291       | - 20  | 17               |
| 08.  | Balmain Tigers                | 18     | 7     | 0      | 11    | 313:377       | - 64  | 14               |
| 09.  | Manly-Warringah Sea Eagles    | 18     | 6     | 0      | 12    | 294:393       | - 99  | 12               |
| 010. | Western Suburbs Magpies       | 18     | 5     | 0      | 13    | 287:377       | - 90  | 10               |

## Playoffs

### Halbfinale
| 29. August | South Sydney Rabbitohs | 5 : 4 | North Sydney Bears | Sydney Cricket Ground, Sydney Zuschauer: 30.392 Schiedsrichter: Jack O’Brien |
| 29. August | (0:2) Bericht          |       |                    | Sydney Cricket Ground, Sydney Zuschauer: 30.392 Schiedsrichter: Jack O’Brien |

| 5. September | St. George Dragons | 25 : 7 | Eastern Suburbs | Sydney Cricket Ground, Sydney Zuschauer: 37.753 Schiedsrichter: Darcy Lawler |
| 5. September | (5:4) Bericht      |        |                 | Sydney Cricket Ground, Sydney Zuschauer: 37.753 Schiedsrichter: Darcy Lawler |

### Grand Final
| 12. September | South Sydney Rabbitohs                                                                                           | 31 : 12        | St. George Dragons                                                       | Sydney Cricket Ground, Sydney Zuschauer: 44.581 Schiedsrichter: Darcy Lawler |
| 12. September | Versuche: Moir (3), Dougherty, Hammerton, Threlfo, Woolfe Erhöhungen: Dougherty (4/7) Straftritte: Churchill (1) | (15:0) Bericht | Versuche: Brown, Lees Erhöhungen: Pidding (2/2) Straftritte: Pidding (1) | Sydney Cricket Ground, Sydney Zuschauer: 44.581 Schiedsrichter: Darcy Lawler |

| 1  | Clive Churchill  |
| 2  | Frank Threlfo    |
| 3  | Martin Gallagher |
| 4  | Kevin Woolfe     |
| 5  | Ian Moir         |
| 6  | Johnny Dougherty |
| 7  | Ray Mason        |
| 8  | Les Cowie        |
| 9  | Jack Rayner      |
| 10 | Ray Moon         |
| 11 | Denis Donoghue   |
| 12 | Ernest Hammerton |
| 13 | Jim Richards     |

| 1  | Noel Pidding    |
| 2  | Kevin Hole      |
| 3  | Tommy Ryan      |
| 4  | Merv Lees       |
| 5  | Ross Kite       |
| 6  | Alan Staunton   |
| 7  | Peter Bracken   |
| 8  | Billy Wilson    |
| 9  | Norm Provan     |
| 10 | Barry Passfield |
| 11 | Bob Bower       |
| 12 | Ken Kearney     |
| 13 | Kevin Brown     |